# Casper det venlige spøgelse
Casper det venlige spøgelse er en tegne- og spillefilmsfigur, der er lavet mange tegnefilm om ham, og der er også lavet tre spillefilm. I filmen Casper fra 1995 nævnes det, at hans familienavn er McFadden, hvilket gør hans navn til Casper McFadden.